# Kościół św. Stanisława w Sarnakach (stary)
Kościół Świętego Stanisława w Sarnakach – rzymskokatolicki kościół parafialny należący do dekanatu Sarnaki diecezji drohiczyńskiej.

## Historia
Obecna drewniana świątynia została ufundowana w 1816 roku przez hrabiego Stanisława Ossolińskiego, starostę sulejowskiego. Kościół został zbudowany przez miejscowych cieśli pod kierunkiem ówczesnego proboszcza, księdza Pawła Wolskiego. Budowla została poświęcona na mocy pozwolenia księdza Feliksa Łukasza Lewińskiego, biskupa podlaskiego, wydanego w dniu 30 listopada 1819 roku przez wspomnianego wyżej proboszcza. Kościół został wybudowany niezbyt starannie, dlatego też był kilkakrotnie przebudowywany: w 1873 roku, w latach 1880–1886, po zniszczeniu w dniu 6 sierpnia 1880 roku jednego z bocznych filarów oraz w latach 1904–1905. W 1885 roku została wymieniona wieżyczka na świątyni, dzięki staraniom księdza proboszcza Edwarda Podbielskiego. W czasie wojny polsko-bolszewickiej, podczas bitwy o Sarnaki w dniach 2-3 sierpnia 1920 roku, budowla nie została uszkodzona.
W sąsiedztwie kościoła znajduje się zabytkowy cmentarz z pojedynczymi nagrobkami z XIX w.

## Architektura
Jest to budowla drewniana, posiadająca konstrukcje zrębową, oszalowana, wzmocniona lisicami. Zbudowano ją na wysokiej podmurówce. Kościół posiada trzy nawy i jest nieorientowany. Prezbiterium jest niewyodrębnione zewnętrznie i prostokątnie zamknięte. Z lewej i prawej strony znajdują się dwie zakrystie, posiadające tą sama szerokość co nawa. Świątynia nie posiada kruchty frontowej, wchodzi się do niej po schodach bezpośrednio do nawy głównej. Budowla nakryta jest blaszanym dachem jednokalenicowym, posiadającym dwie czworoboczne wieżyczki: mniejszą z przodu nawy oraz większą, przy zetknięciu się nawy i prezbiterium. Ta większa zakończona jest hełmem iglicowym z latarnią.

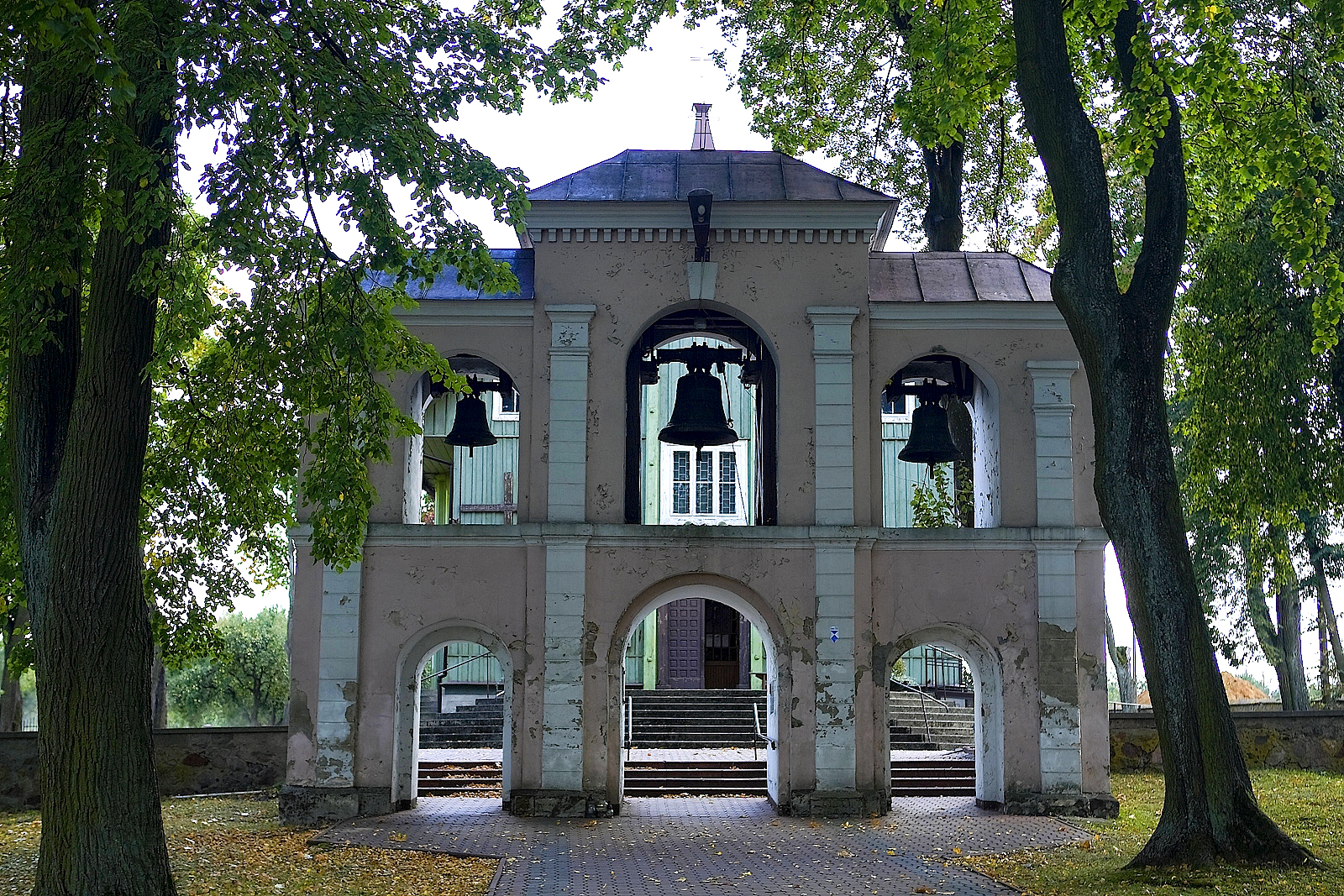
Dzwonnica-brama prowadząca na teren kościoła
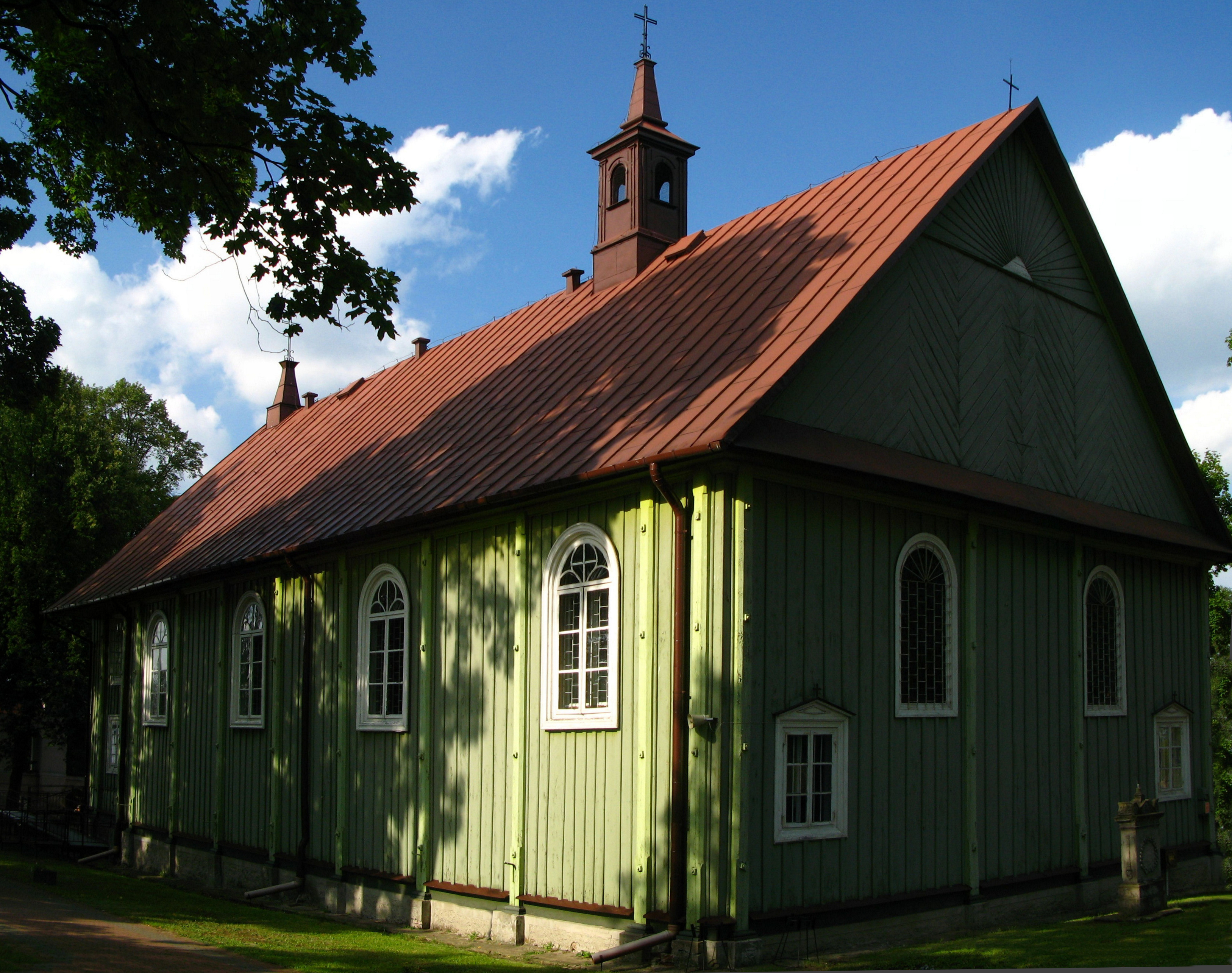
Kościół od strony prezbiterium
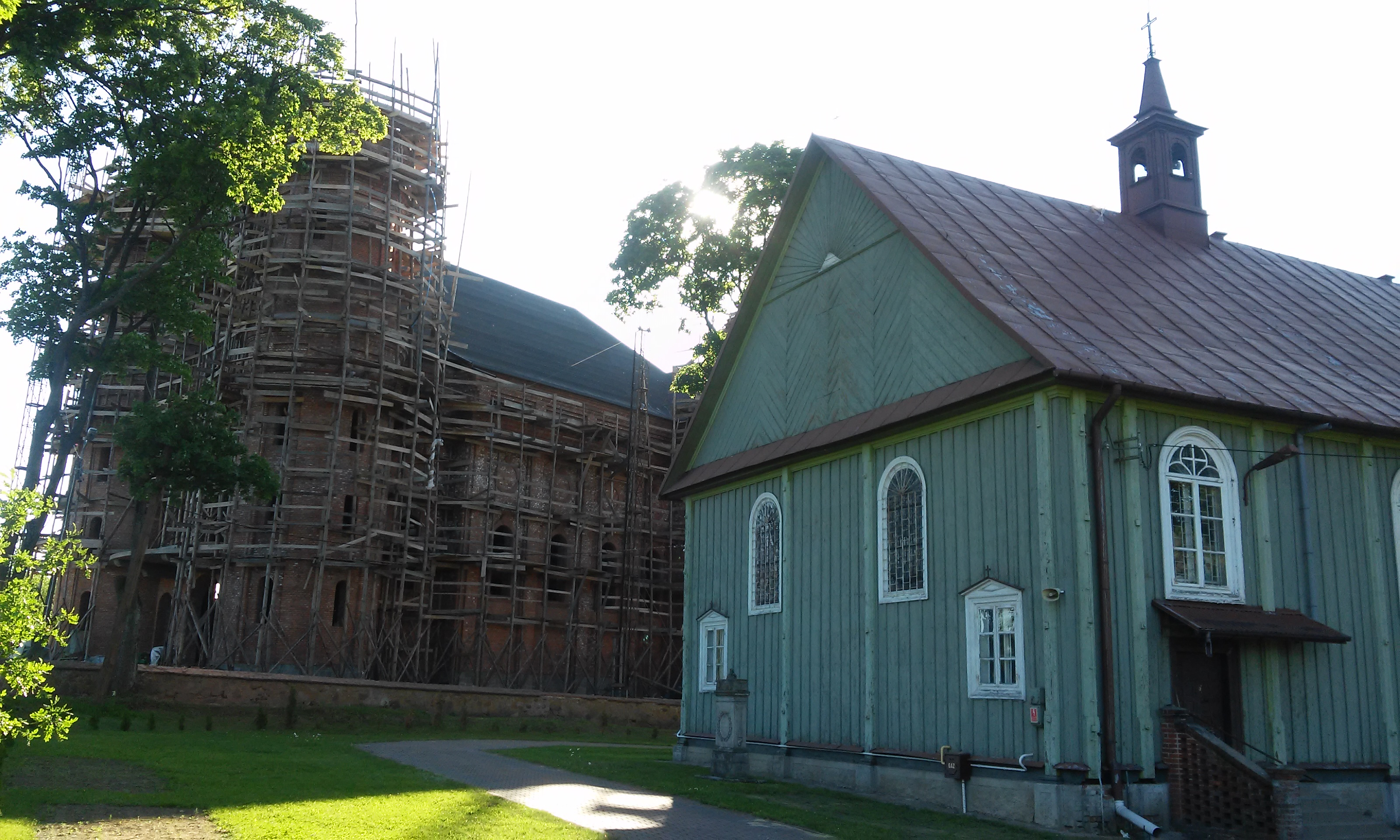
Budowa nowego kościoła w Sarnakach, sąsiadującego z kościołem św. Stanisława
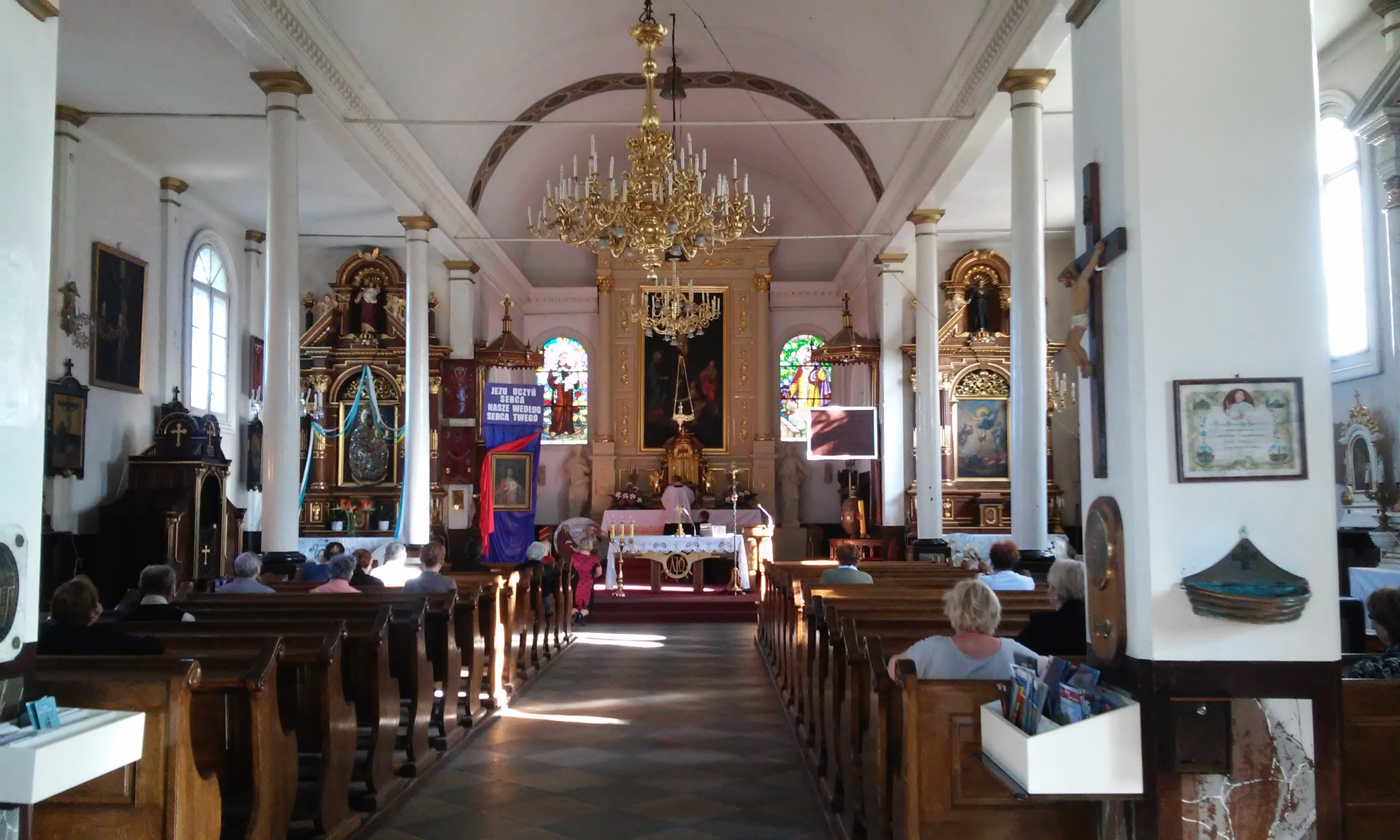
Wnętrze świątyni